# Maison de Montmorency
 (février 2023).
Pour les articles homonymes, voir Montmorency.
La maison de Montmorency est une famille de la noblesse française. Entrée en possession à la fin du Xe siècle de la ville de Montmorency, dans l'actuel département du Val-d'Oise en Île-de-France, elle en a pris le nom. Dès ce siècle elle est apparentée aux grands lignages féodaux et par eux aux carolingiens et aux premiers rois capétiens. La maison de Montmorency a donné à la France six connétables, douze maréchaux, quatre amiraux, un cardinal de l’Église catholique, un vice-roi de Nouvelle-France, des pairs de France, des gouverneurs et d'autres personnalités du XIe au XIXe siècle. Albéric de Montmorency, connétable de France vers 1060, est le premier des Montmorency à exercer cette charge qui était la plus haute dans le domaine militaire.
Cette famille est éteinte depuis 1878 en ligne masculine et en 1922 en ligne féminine.[réf. nécessaire]

## Histoire

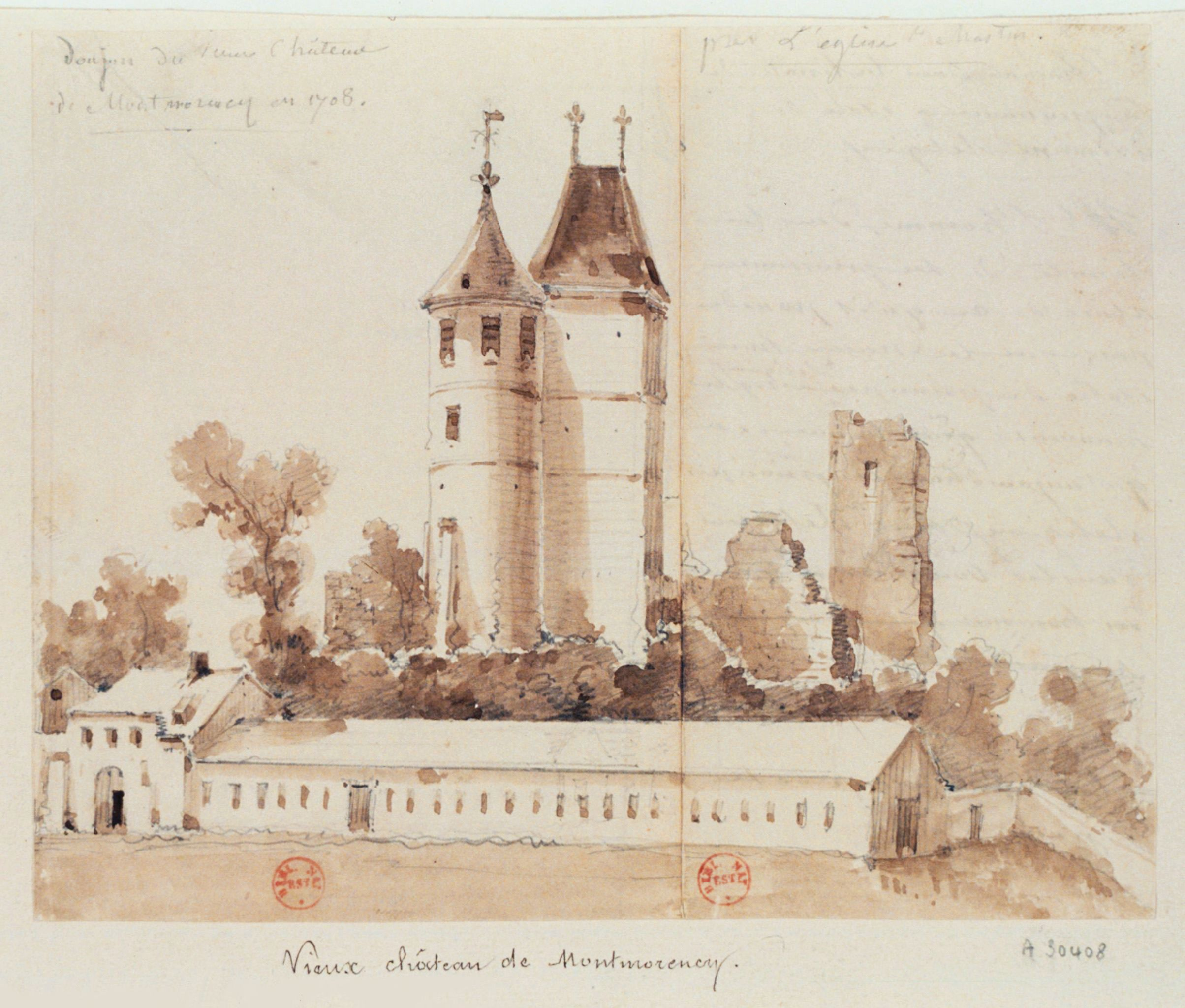
Donjon du vieux château de Montmorency en 1708

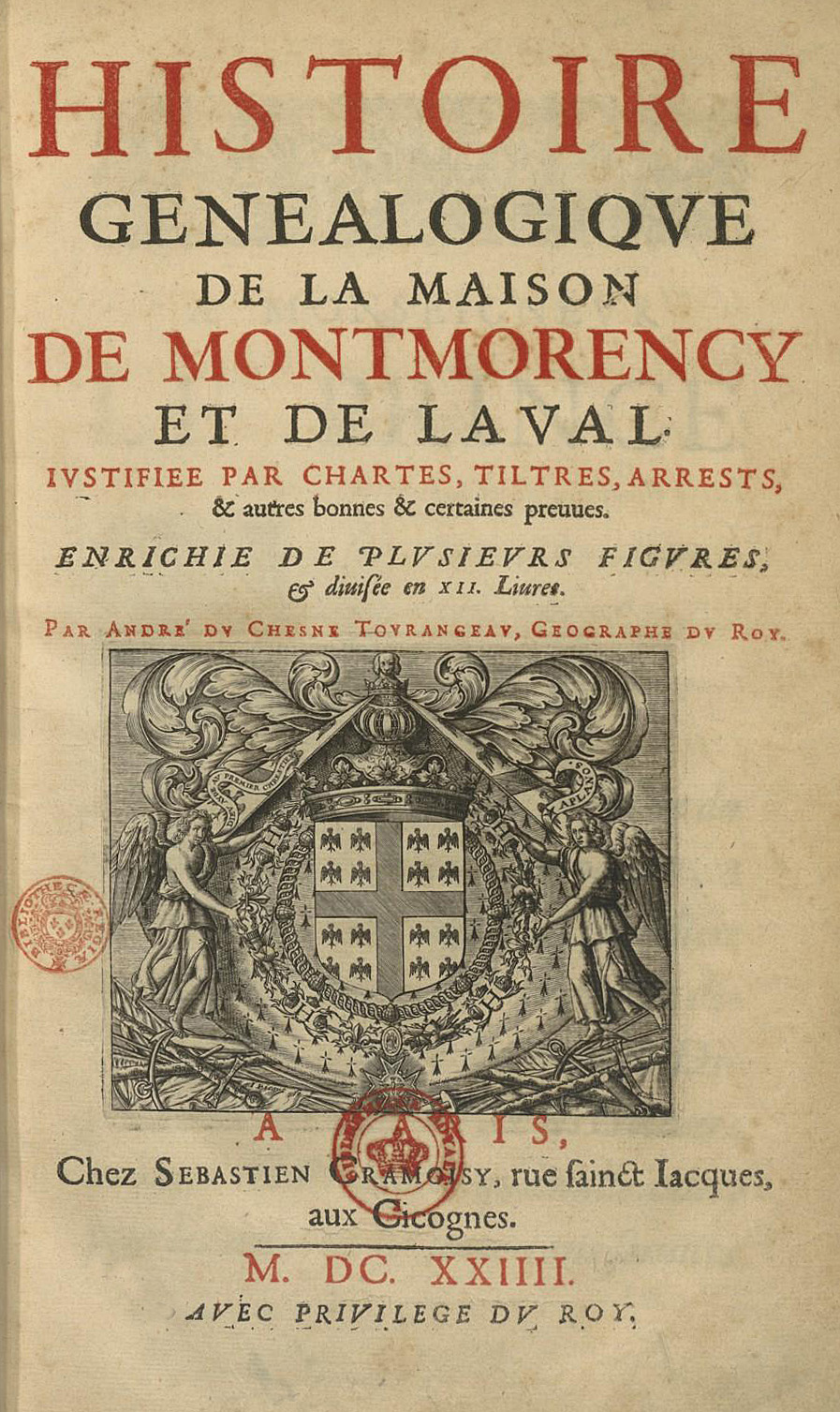
Histoire généalogique de la maison de Montmorency et de Laval par André Du Chesne (1624)

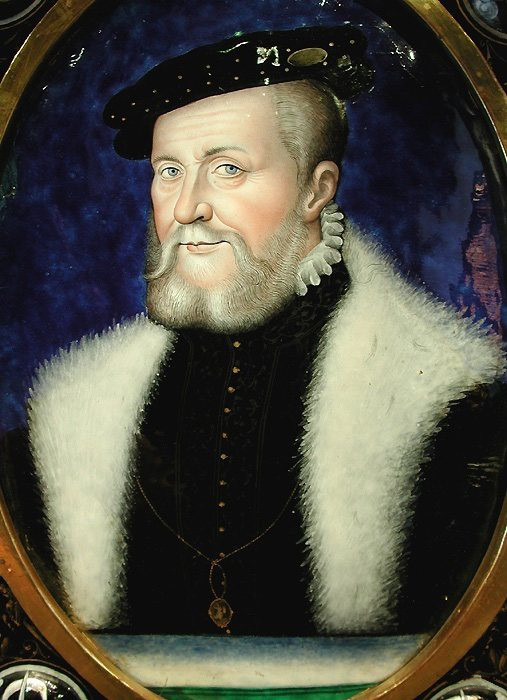
Anne de Montmorency, 1er duc de Montmorency

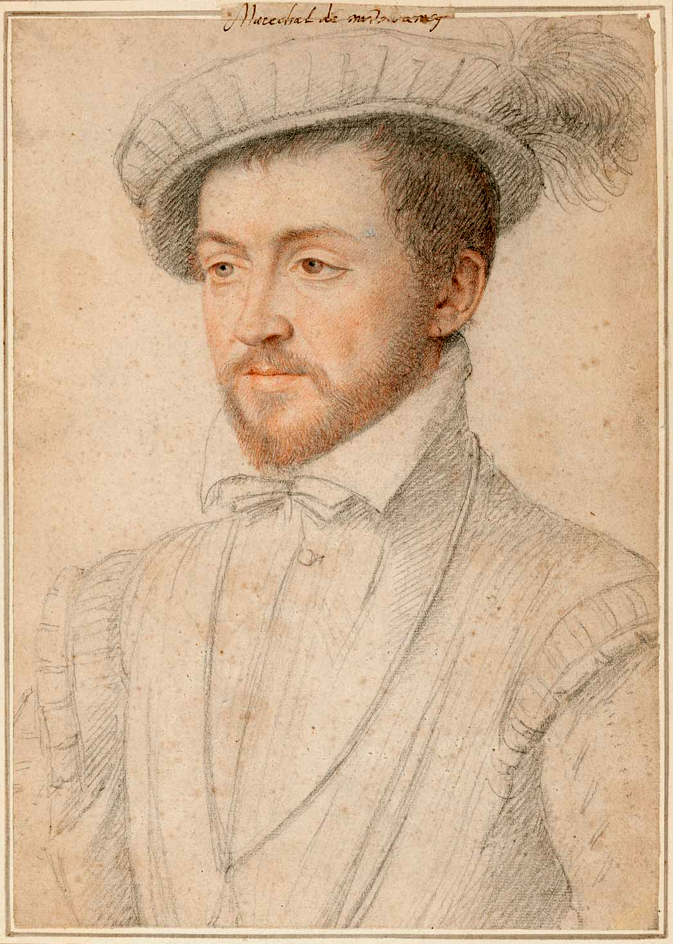
François de Montmorency, 2e duc de Montmorency

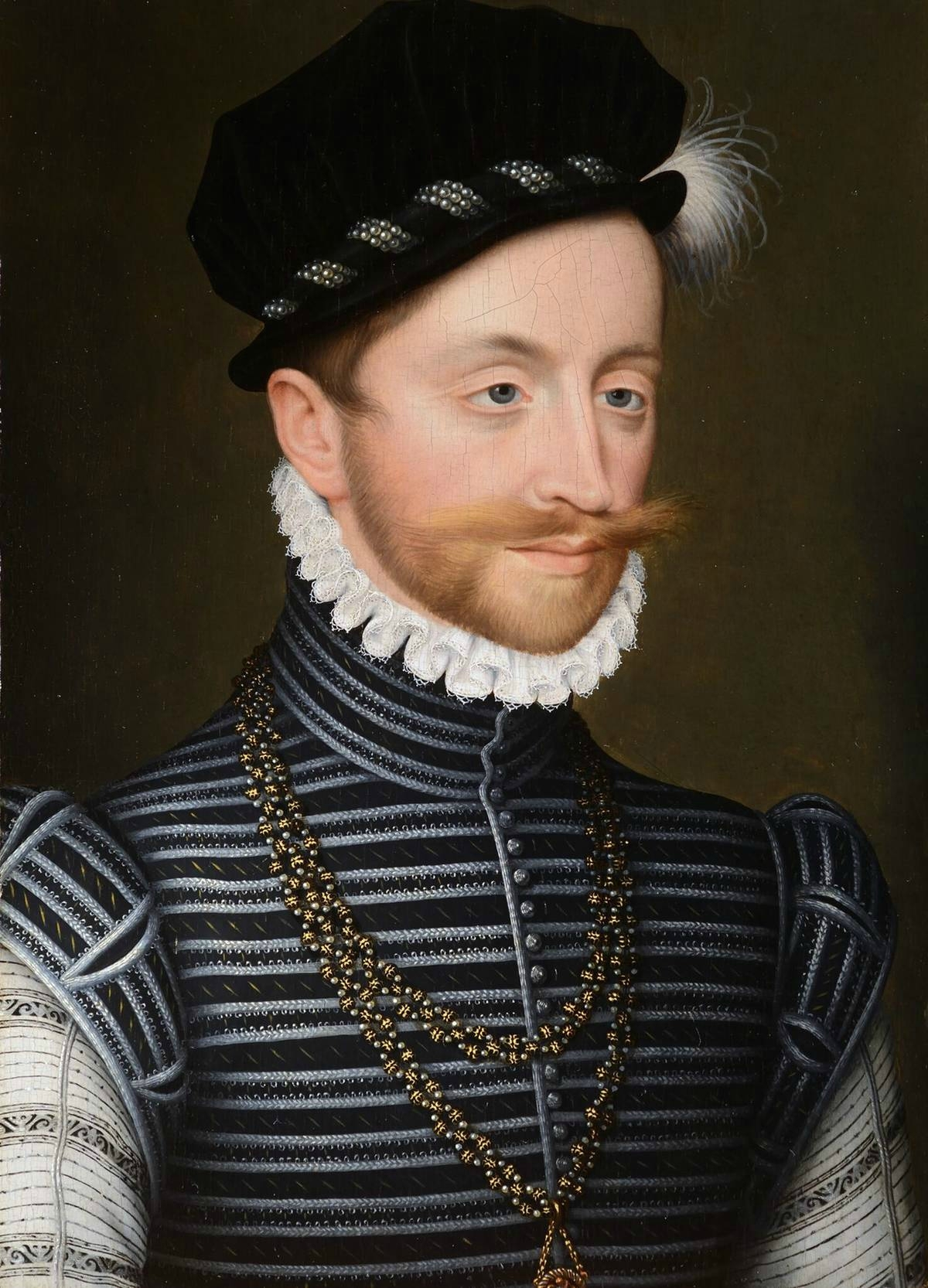
Henri Ier de Montmorency, 3e duc de Montmorency

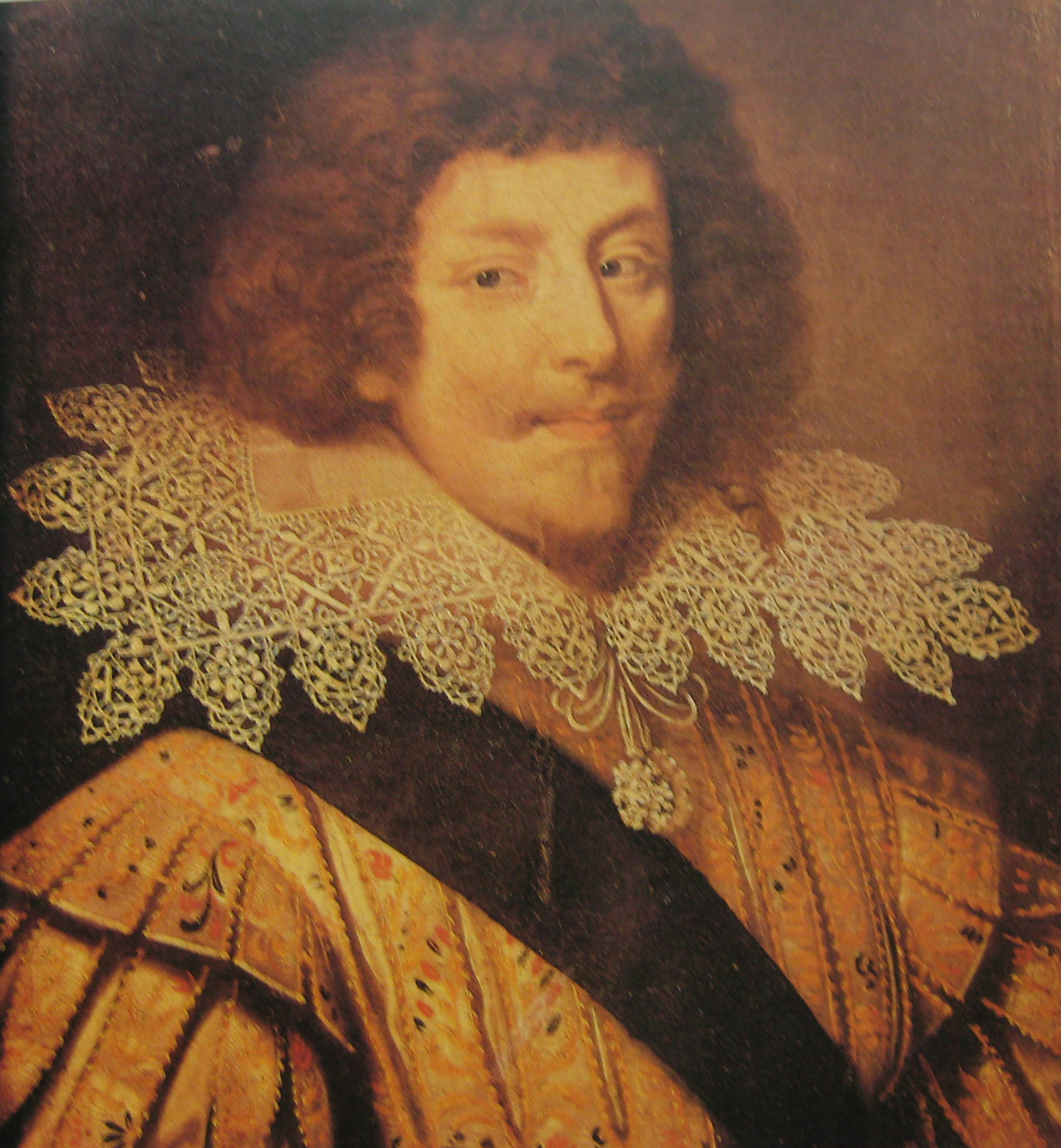
Henri II de Montmorency, 4e duc de Montmorency

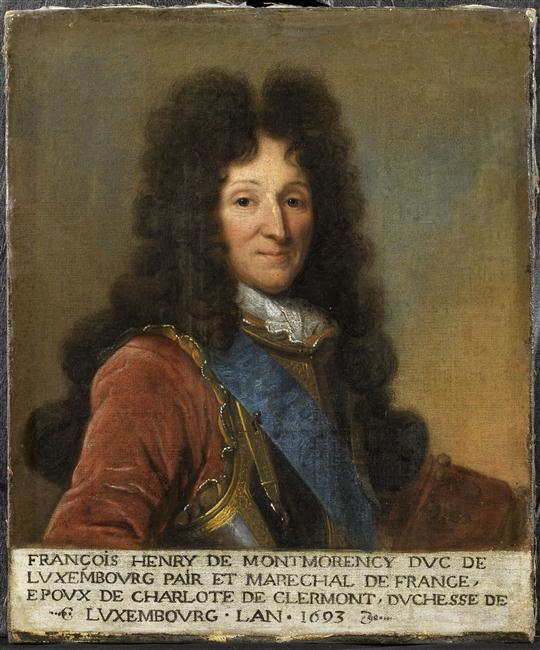
François-Henri de Montmorency-Bouteville, duc de Piney-Luxembourg, dit le maréchal de Luxembourg

Charondas qualifie cette famille comme la plus illustre maison de la noblesse française après les rois.
Les ancêtres des Montmorency sont connus dès le Xe siècle. Il s'agit alors d'une famille châtelaine du nord de la province de Sens installée à Bray-sur-Seine avec Bouchard de Bray.
Bouchard Ier, mort après 960, seigneur de Bray, est un chevalier (miles) du Xe siècle.
Ce premier membre attesté des Burchards de Bray est un ancêtre de la maison de Montlhéry et de la maison de Montmorency.
Il est issu de la famille des Aubry(Albéric)-Gautier-Burchard qui fut notamment à la tête du diocèse de Sens dans le premier tiers du Xe siècle.
Bray-sur-Seine, île fortifiée à la frontière de la province de Sens sous suzeraineté de l'archevêque de Sens, fut alors confiée à des proches. Au milieu de ce siècle, Bouchard (Burchard) en est investi. Cette investiture fut vraisemblablement contestée par les Bosonides, acteurs politiques principaux à Troyes et à Sens quelques décennies plus tôt.
Fidèles des Robertiens, ses descendants s'installent à Montlhéry (au sud proche de Paris en allant vers Orléans), et pour la future maison de Montmorency au nord de Paris, tout d'abord sur l'Isle-Saint-Denis et à l'ouest de Saint-Denis.
Leurs ressources sont tirées de leur localisation géographique leur permettant la maîtrise des routes terrestres et fluviales menant à la puissante abbaye de Saint-Denis et au nord de Paris.
Autour de l'An Mil, le site fortifiable de Montmorency, situé sur une butte, fut confié par le roi Robert II de France à Bouchard le Barbu, seigneur installé à l'origine sur l’île-Saint-Denis, mais dont il devra démanteler le château. Celui-ci était accusé par les moines de Saint-Denis d'abuser des revenus des droits de péage qu’il faisait acquitter aux bateliers naviguant sur la Seine et aux marchands qui approvisionnaient les foires de l’abbaye de Saint-Denis.
La légende rapporte que son premier ancêtre, compagnon de Clovis, fut le premier guerrier franc à se faire baptiser par saint Remi. En référence à cette légende, la maison de Montmorency adopta la devise « Dieu aide au premier baron chrétien » et revendiqua le titre de « premier baron chrétien » ou « premier baron de France » (c'est-à-dire d'Île-de-France). Ce titre, jamais reconnu par le pouvoir royal, mais toléré, symbolisait les valeurs et l'ambition des Montmorency.
De nombreux membres de cette maison, divisée en plusieurs branches, jouèrent un grand rôle dans l'histoire de France.
La légende rapporte qu'en souvenir de la bataille de Bouvines en 1214 où Mathieu II de Montmorency, connétable de France, enleva douze enseignes à l'armée impériale conduite par l'empereur Otton IV, il ajouta douze alérions aux quatre qui composaient ses armes. Ce haut fait d'armes explique les armes des Montmorency, qui portent « d'or, à la croix de gueules, cantonnée de seize alérions d'azur ».
Anne de Montmorency (1493-1567), maréchal puis connétable de France (1537), gouverneur du Languedoc, s'illustra dans les guerres d'Italie, et eut un rôle dirigeant au début du XVIe siècle, naviguant entre faveur royale et rébellion ouverte. En 1551 il est fait duc de Montmorency et pair de France. Il est également grand maître de France. Il fut mortellement blessé à la bataille de Saint-Denis (1567).
François de Montmorency (1530-1579), fils du précédent. Grand maître et maréchal de France, gouverneur de Paris et d'Ile-de-France. Il se rendit vite impopulaire dû à sa fermeté à vouloir appliquer les édits royaux et à interdire les armes à feux. En conflit avec les Guise, il rejoignit les Malcontents et fut embastillé. Après un an d'emprisonnement, il fut libéré et mourut trois ans plus tard sans laisser de descendance.
Henri Ier de Montmorency (1534-1614), frère du précédent. Connétable de France, gouverneur du Languedoc. Sa fille Charlotte-Marguerite, épouse d'un prince du sang, Henri II de Bourbon-Condé, fut à 15 ans le dernier amour (non partagé) d'un Henri IV de France vieillissant.
Henri II de Montmorency (1595-1632), fils du précédent. Amiral et maréchal de France, gouverneur du Languedoc et vice-roi de Nouvelle-France, fut exécuté en 1632 pour conspiration contre Louis XIII, sur l'ordre de Richelieu. La mort du duc de Montmorency, l'un des seigneurs les plus considérables de son temps, est arrachée au roi Louis XIII par Richelieu, et fut un signe de l'affirmation du pouvoir royal sur la noblesse. Les terres (et le titre de Duc) de la seigneurie de Montmorency passèrent alors à la maison de Condé par Charlotte-Marguerite de Montmorency, sœur d'Henri II de Montmorency et épouse d'Henri II de Bourbon-Condé.
Son cousin, François-Henri de Montmorency-Luxembourg (1628-1695), maréchal de Luxembourg, fut l'un des plus fameux chefs d'armée du XVIIe siècle. Longtemps avant connus aussi sous le nom de Bouteville, et proche fidèle du Grand Condé, c'est lui qui lui trouva le surnom de « tapissier de Notre-Dame ». Il accrocha les drapeaux ennemis rapportés par ses troupes des combats aux Pays-Bas, en décorant la nef de la cathédrale de Paris.
Parmi les autres personnalités illustres de cette maison, on trouve Gilles de Rais, compagnon de Jeanne d'Arc, maréchal de France qui sera dit plus tard Barbe-Bleue, Mgr François de Montmorency-Laval, premier évêque de la Nouvelle-France, béatifié par Jean-Paul II et canonisé par le pape François, ou encore Mathieu, vicomte de Montmorency, puis duc de Montmorency-Laval qui fut l'un de ceux qui firent voter l'abolition des privilèges au cours de la nuit du 4 août 1789. Par la suite, passé du côté de la contre-Révolution, il devint ministre des Affaires Étrangères et membre de l'Académie française. Sa fille unique, Élisabeth de Montmorency-Laval, épousa Sosthènes de La Rochefoucauld, duc de Doudeauville. Tandis qu'un cousin Louis Joseph de Montmorency-Laval était cardinal évêque de Metz et grand aumônier de France.
De la branche installée en Flandre par Jean de Montmorency-Nevele est issu le comte de Hornes, initiateur de l'indépendance des Pays-Bas, décapité en 1568 à Bruxelles avec le comte d'Egmont.
En 1789, la maison de Montmorency compte vingt représentants mâles pour six grandes branches (ducs de Montmorency, ducs de Piney-Luxembourg, ducs de Beaumont, princes de Robecq, ducs de Laval et comtes de Montmorency-Laval). À la Première Restauration en 1814, elle compte dix-huit représentants mâles, la ligne des princes de Robecq s'étant éteinte. Malgré ces effectifs - six princes de Montmorency ont moins de trente ans en 1814 - la maison de Montmorency s'éteint en à peine plus d'un demi-siècle.
Le dernier représentant mâle de la maison de Montmorency fut Anne-Édouard-Louis-Joseph de Montmorency-Beaumont-Luxembourg (1802-1878), 3e duc de Beaumont et pair de France, 12e prince de Luxembourg et 10e prince de Tingry (1802-1878),.

### Variations du domaine de Montmorency
Après l'exécution de Henri II, duc de Montmorency, en 1632, le domaine (et le titre) de Montmorency passe (en 1633) à sa sœur Charlotte-Marguerite de Montmorency mariée dans la maison de Condé.
En 1688, Henri Jules de Bourbon-Condé fait renommer le duché de Montmorency en duché d'Enghien, pour donner plus de légitimité au titre de duc d'Enghien, porté par la maison de Condé depuis le XVIe siècle (deux fiefs des Condés, Enghien-le-Français puis Enghien-les-Bains, reprennent en fait le nom d'Enghien en Hainaut).
Puisque le titre de duc de Montmorency n'est plus porté ceci le libère pour une possible relève par une branche de la famille.
Peu de temps après, en 1689, c'est le duché de Beaufort, revendu par Louis Joseph de Vendôme, un Bourbon descendant direct d'Henri IV, à Charles Ier Frédéric de Montmorency-Luxembourg, un cousin issu d'une illustre branche des Montmorency passée un temps par des possessions hors de France au service d'une maison étrangère à la France, qui fut rebaptisé duché de Montmorency (deuxième titre de duc et pairie de Montmorency) avec l'autorisation du roi Louis XIV.

## Généalogie
Bouchard Ier de Bray, († 966) marié à Hildegarde de Blois, fille de Thibaud Ier le Tricheur († 975), comte de Blois, de Chartres, de Châteaudun et de Tours
- Albéric, seigneur de Villiers
- Bouchard le Barbu 2e du nom († 1020), présenté comme le fils de Bouchard de Bray et le frère de Thibaud de Bray (auteur de la Famille de Montlhéry). Seigneur de Montmorency et de Château-Basset ; marié à Idelinde, veuve de Hugues de Château-Basset
  - Albéric († v.  1060), connétable de France
  - Foucaud, seigneur de Banterlu
  - Eudes de Montmorency
    - Bouchard III de Montmorency († 1047), seigneur de Montmorency et de Marly ; marié à Helvide de Basset
      - Thibaud de Montmorency († v. 1090), seigneur de Montmorency, connétable de France
      - Hervé de Montmorency († v. 1094), seigneur de Montmorency et de Marly, bouteiller de France ; marié à Agnès d'Eu, fille de Guillaume Busac d'Eu
        - Geoffroy († v. 1087) de Gisors (aussi donné comme fils de Bouchard III)
        - Hervé († v. 1116)
        - Albéric († v. 1110)
        - Bouchard IV de Montmorency, († 1132 à Jérusalem), seigneur de Montmorency, de Marly, de Feuillarde, de Saint-Brice, d'Épinay et d'Hérouville ; marié à Agnès de Beaumont, dame de Conflans, fille du comte Yves IV de Beaumont ; puis à Agnès/Alix de Pontoise, fille de Raoul Déliès, seigneur de Pontoise. D'où (du 1er mariage) :
          - Thibaut, rejoint la croisade en 1147
          - Adélaïde (Adeline) de Montmorency ; mariée à Guy de Guise (†1141)
          - Mathieu Ier de Montmorency, (v. 1100–1160), seigneur de Montmorency, d'Écouen, de Marly, de Conflans et d'Attichy, connétable de France (1138-1160) sous Louis VII de France ; marié successivement à Aline ou Alix, fille illégitime du roi Henri Ier d'Angleterre ; Adèle de Savoie (ou Alix, ou Adélaïde) (1100–1154), veuve du roi Louis VI le Gros, d'où (du 1er mariage) :
            - Bouchard V de Montmorency (1129-1189), marié vers 1171 à Laurence de Hainaut
              - Mathieu II de Montmorency le Grand (mort en 1230), connétable de France, marié d'abord en 1193 à Gertrude de Nesle-Soissons, puis en 1218 à Emma de Laval (1200-1264), d'où :
                - (du 1er) Bouchard VI de Montmorency (1203-1243 ; marié à Isabelle de Laval), et la suite des barons de Montmorency : Mathieu III (1228-1270 ; marié à Jeanne de Brienne-Ramerupt ; son frère cadet Bouchard (VII), sgr. de Deuil et St-Leu, fonde la branche de Nangis), père de Mathieu IV dit le Grand (v.  1252-v.  1304 ; marié à Marie de Dreux ; son frère cadet Erard de Conflans est la souche des Montmorency-Breteuil et Beaussault), Grand chambellan de France, père de Mathieu V et de Jean Ier (1284-1325 ; marié à Jeanne de Calletot, dame d'Avremesnil), père du maréchal Charles (1307-1381 ; marié à Pernelle de Villiers de L'Isle-Adam ; son frère cadet Mathieu est l'auteur des Montmorency-d'Avremesnil et Goussainville). Le fils du maréchal Charles, Jacques de Montmorency (1370-1414 ; marié à Philippine de Melun d'Antoing d'Epinoy de Gand, dame de Croisilles, Neuville-Vitasse, Mercatel et Courrières), a lui-même pour fils :
                  - Jean II de Montmorency (1404-1477) qui épouse :
                    - 1° 1422 Jeanne de Fosseux, dame de Fosseux, d'Hauteville, Nivelle et Wismes, dont postérité et suite de ses seigneuries : branche aînée des Montmorency, dont :
                      - les Nivelle, Wismes, sires de Montigny-en-Ostrevent, Vendégies, comte de Horn(es)
                      - les Fosseux puis Fosseuse, marquis de Thury, sires de Crèvecœur-en-Auge, Courtalain, Lauresse, Châteaubrun, Bois-Ruffin, enfin ducs de Montmorency, marquis de Seignelay, comtes de Tancarville et de Gournay-en-Bray, princes d'Aigremont
                      - les Bouteville et d'Hauteville, sires de Précy-sur-Oise, de/du Hallot, comtes de Luxe, ducs de Piney-Luxembourg, comtes de Ligny, ducs de Beaufort, ducs de Châtillon-Coligny, princes de Tingry, marquis de Royan et comtes ou ducs d'Olonne
                      - les sires de Wattines, Bersée, Vendégies, de Morbecque et de Robecq, d'Haverskerque, comtes d'Estaires, sgr. de Nomain et Roupy

                    - 2° vers 1454 Marguerite d'Orgemont, héritière de Chantilly, d'où la branche cadette des Montmorency et la suite des barons puis ducs de Montmorency, dont le connétable Anne, et les barons de Thoré et Dangu, Damville, Montberon, Fère-en-Tardenois, La Rochepot...

                  - Philippe de Montmorency-Croisilles et Neuville, souche des Princes de Montmorency, comtes de Logny, vicomtes de Roulers, sires de Courrières, de Bours en Ponthieu et Gueschart, d'Amougies et Russignies, d'Esquencourt et d'Acquest, d'Houpelines et Molimont

                - (du 1er) Mathieu, marié à Marie de Ponthieu
                - (du 2e) Guy VII de Laval (1219-1265), baron de Vitré et de Laval : d'où les Montmorency-Laval

              - Alix de Montmorency, femme de Simon IV de Montfort

            - Mathieu de Marly, père de Bouchard de Marly

          - Hermer (du 2e mariage)
          - Hervé (du 2e mariage) († v. 1172), connétable d'Irlande ; marié à Isabelle de Beaumont, veuve de Gilbert de Clare (1100–1147), comte de Pembroke

## Branches
- , puis , puis  Seigneurs de Montmorency
  - Seigneurs de Montlhéry (éteints en 1128)
  - Seigneurs de Gisors (éteints en 1244)[4]
    - Seigneurs de Banthelu (éteints avant 1239)[5]

  -  Seigneurs de Marly (éteints en 1358)
  -  Seigneurs de Laval (1264-1466)
    - Seigneurs d'Attichy (éteints avant 1408)
    -  Seigneurs de Loué (éteints en 1590)
      -  Seigneurs de Lézay, puis ducs de Laval (éteints en 1872)
      -  Seigneurs de Bois-Dauphin (éteints en 1672)
      - Seigneurs de Brée (éteints vers 1563)
      - Seigneurs de La Faigne (éteints vers 1584)
        - Seigneurs de Tartigny, puis marquis de Laval (éteints en 1770)
          - Seigneurs de Montigny (éteints en 1748)
          - Comtes de Laval (éteints après 1820)

    - Seigneurs de Pacy (éteints après 1415)
    - , puis  Seigneurs de Retz (éteints après 1481)

  - Seigneurs de Nangis (éteints en 1402)
  - Seigneurs de Conflans (éteints en 1423)
  - Seigneurs de Bouqueval (éteints en 1461)
  - Seigneurs de Croisilles (éteints en 1621)
    -  Seigneurs de Bours en Ponthieu (éteints en 1622)
      - Seigneurs d'Esquencourt (éteints en 1702)
      - Seigneurs d'Acquest (éteints en 1759)

    - Seigneurs de Neuville, puis vicomtes de Roulers et princes de Montmorency (éteints en 1832)

  -  Seigneurs de Nivelle et de Wismes (éteints après 1585) (dont Horn & Comtes de Horn)
  - , puis  Seigneurs, puis marquis de Fosseux, puis ducs de Montmorency (éteints en 1883) (Fosseux puis Fosseuse)
    -  Seigneurs de Wattines, puis princes de Robecq (éteints en 1812) (Wastines ; Robecq)
    - , puis  Seigneurs d'Hauteville, puis comtes de Bouteville, puis ducs de Piney-Luxembourg (éteints en 1829) (Hauteville ; Bouteville ; Piney)
      - , puis  Ducs de Châtillon et d'Olonne (éteints en 1861) (Châtillon-Coligny ; Olonne-sur-Mer et Royan)
      -  Princes de Tingry, puis ducs de Beaumont (éteints en 1922) (Tingry)

    - Seigneurs de Lauresse (éteints en 1694)
    - Seigneurs de Châteaubrun (éteints en 1706)

## Armes & devise

Devise : Dieu aide au premier baron chrétien.